# Chaetodon smithi
Chaetodon smithi е вид бодлоперка от семейство Chaetodontidae. Видът не е застрашен от изчезване.

## Разпространение и местообитание
Разпространен е в Питкерн и Френска Полинезия.
Обитава морета и рифове. Среща се на дълбочина от 2 до 80 m, при температура на водата от 22,4 до 22,5 °C и соленост 35,5 – 35,6 ‰.

## Описание
На дължина достигат до 19 cm.
Популацията на вида е стабилна.